# Горно Кърчища
Вижте пояснителната страница за други значения на Кърчища.
Горно Кърчища (на албански: Kërçisht i Sipërm или Kërçishti i Sipërm или Epër) е село в Република Албания, община Дебър, административна област Дебър.

## География
Селото е разположено в историкогеографската област Поле в западното подножие на планината Дешат.

## История

### В Османската империя
Църквата в селото „Свети Спас“ датира от първата половина на XVI век. Тя заедно с гробищната „Свети Димитър“ са обявени за паметници на културата. Параклисът „Свети Никола“ е също от първата половина на XVI век. В селото има също така църкви „Света Петка“ и „Свети Влас“.
Според османско преброяване от 1467 година в Курна Кърчища има 19 домакинства.
В XIX век Горно Кърчища е смесено българско село в Дебърска каза на Османската империя. В „Етнография на вилаетите Адрианопол, Монастир и Салоника“, издадена в Константинопол в 1878 година и отразяваща статистиката на населението от 1873 година Горно Кърчища (Gorno Kartchichta) е посочено като село с 30 домакинства и 104 жители българи. Според статистиката на Васил Кънчов („Македония. Етнография и статистика“) в Горно Корчища (Кърчища) живеят 240 души българи християни.
На Етнографската карта на Битолския вилает на Картографския институт в София от 1901 година Горно Кърчища е чисто българско село в Дебърската каза на Дебърския санджак с 41 къщи.
По данни на Българската екзархия в края на XIX век в Кърчища (Горно и Долно) има 45 православни къщи с 245 души жители българи. По данни на секретаря на екзархията Димитър Мишев („La Macédoine et sa Population Chrétienne“) в 1905 година в Кърчища (Kirtchichta) има 328 българи екзархисти и в селото функционира българско училище.
В началото на XX век селото страда силно от зулумите на албанската фамилия Демовци, начело с Шакир Дема. Демовци се заселват в Кърчища около 1870 година, като със сила завземат имота на Закир ефенди, който бяга в Скопие, и на черковно място в центъра на селото построяват кула, като започват да тероризират местното население.
Според статистика на вестник „Дебърски глас“ в 1911 година в Кърчища има 34 български екзархийски къщи.
При избухването на Балканската война в 1912 година 39 души от Кърчища са доброволци в Македоно-одринското опълчение.

### В Албания
След войната в 1913 година селото попада в новосъздадена Албания.
В рапорт на Павел Христов, главен български учител в Албания, и Григор Ошавков от 28 януари 1914 година се посочва, че Горно Кърчища е село с 45 български къщи. В селото е запазено българското училище, функциониращо до 1912 година. Двамата, с помощта на мюдюра в Макелари Дине бей и каймакама на Долни Дебър Садък бей, спомагат за завръщането на трима бежанци от селото.
В 1915 година, по време на Първата световна война, селото е анексирано от Царство България. Към 1 март 1916 година Горно Кърчища е център на Кърчищката община на българската Дебърска околия.
Изцяло българският характер на селото се потвърждава и от Анастас Иширков и Жеко Радев, които посещават селото през август 1916 година в рамките на научната експедиция в Македония и Поморавието.
През Първата световна война австро-унгарските военни власти провеждат преброяване в 1916 – 1918 година в окупираните от тях части на Албания и Горно Кърчища е регистрирано като село с 23 албанци, 14 българи и 197 други, а религиозният състав е 37 мюсюлмани и 197 православни християни. Езиковедите Клаус Щайнке и Джелал Юли смятат резултатите от преброяването за точни, но отбелязват, че идентичността на православното население е променлива. Към края на 20-те години православно славяноговорещо население има само в Ърбеле и Горно Кърчища, като през 30-те години намаляването му продължава.
В рапорт на Сребрен Поппетров, главен инспектор-организатор на църковно-училищното дело на българите в Албания, от 1930 година Горно Кърчища е отбелязано като село с 42 къщи, половината от които на православни българи. В селото е била запазена още и черквата.
В 1939 година Алексо Камбуров от името на 24 български къщи в Кърчища подписва Молбата на македонски българи до царица Йоанна, с която се иска нейната намеса за защита на българщината в Албания – по това време италиански протекторат.
В началото на XXI век езиковедите Клаус Щайнке и Джелал Юли провеждат теренно изследване сред описваните в литературата в миналото като славяноговорещи селища в Албания. Те констатират, че за разлика от Голо бърдо, в община Макелари няма славяноговорещи мюсюлмани. Горно Кърчища има 200 жители и 45 домакивнства, от които 6 са православни семейства с общо 17 души. При падането на комунистическия режим в 1991 година в Горно Кърчища има 110 домакинства, от които 27 са православни. Използването на „македонския“ език в Горно Кърчища е ограничено и заплашено от изчезване, тъй като е затворено единствено в семейството. В семейството се използва и албански, особено от по-младото поколение, което има ограничено познание на „македонски“, благодарение на влиянието на албанското училище и демографския упадък на славяноговорещото население в селото.
До 2015 година селото е част от община Макелари.

## Личности
Родени в Кърчища
- Аврам Попов (1864 – ?), македоно-одрински опълченец, зидар, 3 рота на 1 дебърска дружина, ранен[20]
- Алекса Ангелов, македоно-одрински опълченец, 21-годишен, майстор, ІІ клас, 1 рота на 1 дебърска дружина, носител на орден „За храброст“[21]
- Ангел Петков (1887 – 1913), македоно-одрински опълченец, столар, 3 рота на 1 дебърска дружина, починал от болест на 10 август 1913 година[22]
- Андон (Доне) Василев, македоно-одрински опълченец, 3 рота на 1 дебърска дружина[23]
- Арсо Тасев (1878 – ?), македоно-одрински опълченец, зидар, 3 рота на 1 дебърска дружина[24]
- Атанас Вълчев (Танче, 1872 – ?), македоно-одрински опълченец, зидар, 3 рота на 1 дебърска дружина[25]
- Вельо Мерджанов (1892 – 30 януари 1943), деец на ВМОРО, македоно-одрински опълченец
- Георги К. Хаджиевски (Гьорче Хаджиовски, Хаджиов, 1873 – ?), македоно-одрински опълченец, предприемач, Нестроева рота на 1 дебърска дружина[26]
- Георги Милошев (Георче Милошов, 1892 – ?), македоно-одрински опълченец, предприемач, Нестроева рота на 1 дебърска дружина[27]
- Григор Йосифов (1887 – ?), македоно-одрински опълченец, зидар, 3 рота на 1 дебърска дружина, носител на бронзов медал[28]
- Григор Ф. Попов (1872 – ?), македоно-одрински опълченец, предприемач дюлгер, Нестроева рота на 1 дебърска дружина[29]
- Димитър Георгиев (Митре, 1882 – ?), македоно-одрински опълченец, зидар, 3 рота на 1 дебърска дружина[30]
- Евтим Спасов (1891 – ?), македоно-одрински опълченец, зидар, 3 рота на 1 дебърска дружина, ранен, носител на кръст „За храброст“ IV степен[31]
- Зафир Илиев (1895 – ?), македоно-одрински опълченец, зидар, 3 рота на 1 дебърска дружина[32]
- Иван Исаков (1872 – ?), македоно-одрински опълченец, зидар, 3 рота на 1 дебърска дружина[33]
- Иван Калев (Калчев, 1872 – ?), македоно-одрински опълченец, зидар, 3 рота на 1 дебърска дружина[34]
- Илия Иванов (1882 – ?), македоно-одрински опълченец, майстор, 5 рота на 1 дебърска дружина[35]
- Кирил Цветков (1875 – ?), македоно-одрински опълченец, 1 рота на 6 охридска дружина[36]
- Кочо Ангелов, македоно-одрински опълченец, зидар, основно образование, 3 рота на 1 дебърска дружина[37]
- Кръсте Филипов (Кърсте, Кръсто, 1890 – ?), македоно-одрински опълченец, дърводелец, 3 рота на 1 дебърска дружина[38]
- Кузман П. Хаджиовски (Хаджиевски, 1868 – ?), македоно-одрински опълченец, работник, жител на Русе, Нестроева рота на 9 велешка дружина[39]
- Лазар Божинов (1876 – ?), македоно-одрински опълченец, зидар, 3 рота на 1 дебърска дружина, ранен, носител на кръст „За храброст“ IV степен[40]
- Мирче Алексов, македоно-одрински опълченец, 40-годишен, дюлгер, грамотен, 1 дебърска дружина[41]
- Михаил Велев (Михал Велов, 1883 – ?), македоно-одрински опълченец, зидар, 3 рота на 1 дебърска дружина, носител на кръст „За храброст“ IV степен[42]
- Нестор Лазаров Блажев (1888 – 1955), македоно-одрински опълченец, предприемач, 5 рота на 1 дебърска дружина, Инженерно-техническа част,[43] починал в София[44]
- Пандил Кръстев (Пандо Кръстов, 1893 – ?), македоно-одрински опълченец, зидар, 3 рота на 1 дебърска дружина, носител на кръст „За храброст“ IV степен[45]
- Петко Мерджанов (1891 – 1959), български общественик, касиер на Дебърското благотворително братство.[46]
- Петър Иванов, македоно-одрински опълченец, 3 рота на 1 дебърска дружина[47]
- Симеон Кузманов (1888 – ?), македоно-одрински опълченец, зидар, 1 дебърска дружина[48]
- Слави А. Марков (Славе, 1893 – ?), македоно-одрински опълченец, суваджия, 1 рота на 10 прилепска дружина[49]
- Спиро Йосифов (1882 – ?), македоно-одрински опълченец, зидар, 3 рота на 1 дебърска дружина[50]
- Спиро Карамфилов (Каранфилов, 1887 – ?), македоно-одрински опълченец, студент, Нестроева рота на 6 охридска дружина, щаб на 1 дебърска дружина, 1 рота на 9 велешка дружина[51]
- Спиро Михайлов Македонски (1855 – 1944), български иконописец, баща на Стефан Македонски[52]
- Стоян Давидов (1888 – ?), македоно-одрински опълченец, 3 рота на 1 дебърска дружина[53]
- Стоян Мирчев, македоно-одрински опълченец, зидар, 3 рота на 1 дебърска дружина, ранен[54]
- Страшимир Филипов (Страше, 1888 – 1962), македоно-одрински опълченец, столар, 3 рота на 1 дебърска дружина, носител на кръст „За храброст“ IV степен,[55] починал в София[56]
- Таси Хаджийски (1888 – ?), македоно-одрински опълченец, кръчмар, 3 рота на 7 кумановска дружина[26]
- Теофил Зафиров (1884 – ?), македоно-одрински опълченец, зидар, 3 рота на 1 дебърска дружина[57]
- Тодор Божинов (1877 – ?), македоно-одрински опълченец, зидар, 3 рота на 1 дебърска дружина[58]
- Търпе Ив. Радевски (Ирадевски, 1872 – ?), македоно-одрински опълченец, предприемач, 3 рота на 1 дебърска дружина, Интендантска рота[59]
- Христо Вълчев (1867 – ?), македоно-одрински опълченец, дюлгер, Нестроева рота на 1 дебърска дружина[60]
- Щерьо Михайлов Цигудески (1856 – 1911), български революционер, опълченец, роден в Горно или Долно Кърчища

Други
- Стефан Македонски, основоположник на българската опера, по произход от Кърчища